# NSB 93
NSB 93(NSB Class 93) 틸팅 디젤 동차는 노르웨이 노를란선, 뢰로스선, 라우마선의 비전화 구간에 사용하는 열차이다. 노후한 Di 3 기관차를 대체하기 위하여 구입하였다. 2000년부터 2002년까지 15편성이 배달되었으며, 봄바디어 탈렌트 계열의 열차이다.
총 2개의 커민스 디젤 엔진이 장착되어 있으며, 편성 출력은 612 kW이다. 최고 속도는 시속 140km이며, 지역 서비스 NSB 아젠다로 투입되었다. 하지만 기술적인 문제와 불편한 내장재 때문에 인기가 없었으며, 노를란 선의 일부 구간에는 기관차 견인 열차가 다시 복귀하였다.

## 역사
1990년대 중반 노르웨이 철도에서는 기관차 견인 열차를 틸팅 동차로 대체하기로 하였다. 이 계획에 의해서 NSB 73 전동차를 간선 베르겐선, 도브레선, 쇠를란선에 투입하였다. 이를 보충하기 위해서 노르웨이 철도 이사회에서는 1996년 11월 14일 뢰로스 선과 라우마 선을 위한 디젤 동차를 구입하기로 하였다. 이 노선에 사용되었던 Di 3 기관차가 퇴역을 앞두고 있었고, Di 6 기관차 때문에 노르웨이 철도에서는 기관차 구입을 꺼려했다.
1997년 4월 1일 세 회사에서 입찰하였으며, 바곤파브릭 탈보트 KG(입찰한 주변에 봄바디어에 인수되었음)와 계약이 1997년 11월 27일 이루어졌다. 주문량 역시 11편성으로 증가하였고, 이는 모두 탈보트 Talent 기반 차량이었다. 배달 전에 4편성을 더 주문하였고, 이를 통해 노를란 선에 투입할 여유분이 모두 도입되었다. 야간 열차를 제외한 모든 열차를 대체할 만한 분량이었다.

## 차량
93 디젤 동차는 틸팅 기능이 장착되어 있는 디젤 동차이다. 2량 1편성은 편성 길이 38.21m이며, 전폭 2.92m, 전고 3.97m이다. 공차 중량은 77t이다. 차체는 스테인리스 스틸로 제작되었으며, 차량의 각 면은 볼트와 너트로 조립되었다.

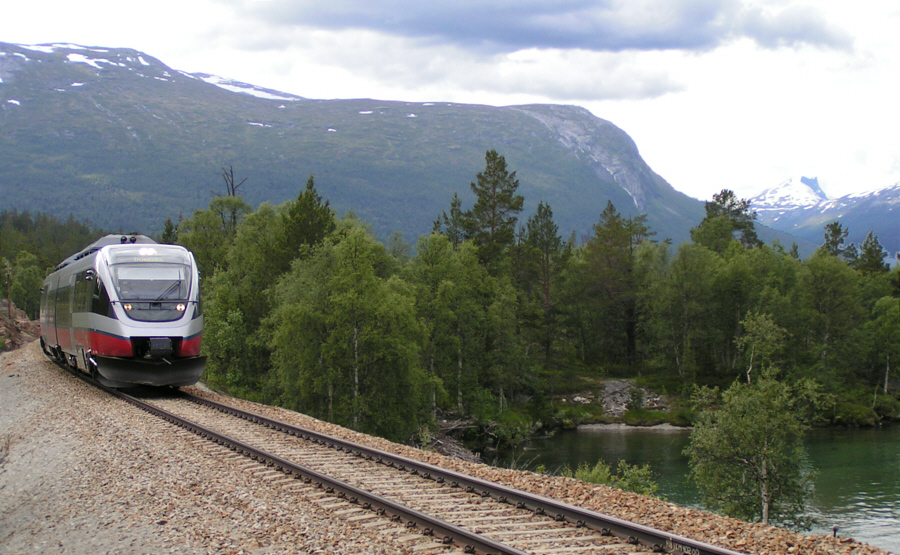
라우마 선을 운행하는 동차

커민스 N14E-R 엔진을 2기 장착하였고, 편성 출력은 612 kW이다. 총 배기량은 14000cc이며, 1500 rpm으로 회전할 때 전체 출력을 낸다. 기어는 5단으로 변속 가능하며, 두 개의 연료통에 1140l를 채울 수 있다. 3개의 대차 중 양끝 대차에는 동력이 공급된다. 틸팅을 통해서 전체 프레임을 5도 회전시킬 수 있다.
빨간색과 나뭇결로 내장이 구성되어 있다. 가운데 문을 포함한 부분은 저상, 앞부분은 고상으로 되어 있다. 원래 좌석 배열은 총 88석이었으나, 좌석 간격이 좁다는 문제로 2006년에 76석으로 개조하였다. 간단한 음료를 파는 자판기가 달려 있고, 쓰레기는 3종류로 재활용된다.

## 영업
NSB 아젠다 서비스로 영업을 시작하였다. NSB 70 열차와 함께 지역 서비스를 운행할 예정이었다. 노를란 선에 2000년부터 영업 운행에 투입하였으며, 라우마 선과 뢰로스 선에도 투입하였다. 습도가 너무 높아지면 두 엔진이 모두 정지하는 문제가 있었고, 2002년 봄바르디에에 열차를 재구성할 것을 요청하였다. 반입 이후 1년 만에 11편성 중 6편성이 고장났다. 문제를 해결하기 위해서 NSB에서는 과거 사용했던 Di 3 기관차를 오포트바넨에서 대여하였다. 이미 이 기관차는 시중 가격보다 싸게 매각하였고, 오포트바넨 측은 구입 가격을 다시 지불하기를 원했다. 이 때문에 NSB 아젠다 브랜드는 실패했으며, 브랜드를 철수할 수밖에 없었다.

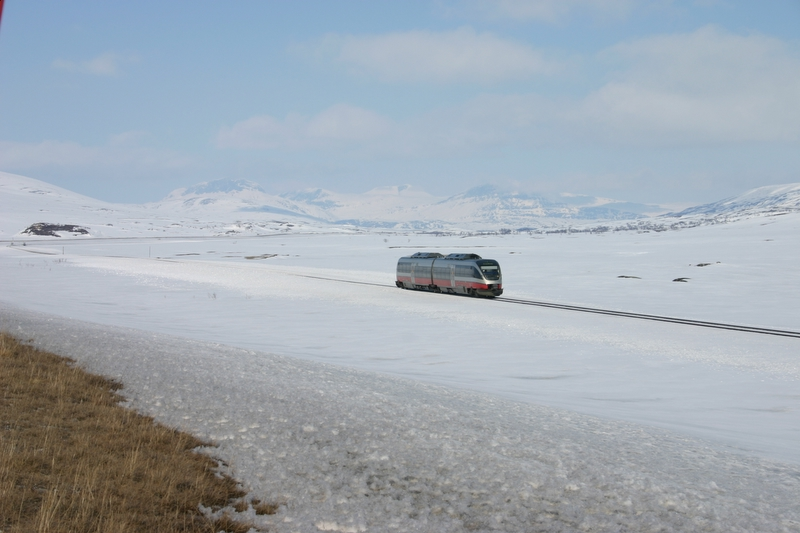
노를란 선의 살트펠레트를 지나는 동차

라우마선에서는 돔보스역과 온달스네스역, 오슬로-트론헤임 서비스와 연결해 주는 열차로 운행하고 있다. 뢰로스선에는 하마르역과 뢰로스역을 연결하는 열차를 운행하며, 노를란 선에서는 모 이 라나와 트론헤임역을 연결한다. 메로커 선을 운행하려고도 했으나 92 동차를 대신 투입하였다. 초기 계획으로는 뢰로스선 4편성, 노를란선 2편성, 라우마선 2편성으로 11편성 중 8편성을 영업용으로 사용하기로 했으나, 노를란 선의 트론헤임-보되 간을 운행하기로 하면서 예비차가 더 필요해졌다. 트론헤임-모 이 라나 간에는 때때로 중련 열차가 투입되기도 한다. 추가적으로 보되-파우스케-로그난과 모 이 라나-모스왼 간 통근 열차로 사용하기도 한다.
2007년 트론헤임-보되 간은 Di 4 기관차로 다시 운행하기 시작하였다. 93 동차의 속도는 더 빨랐지만 편의성이 과거 기관차에 비해서 더 떨어졌기 때문이다.